# Za dom spremni

Parche usado por el IX Batallón de las Fuerzas Croatas de Defensa (HOS). Este batallón fue nombrado en honor a Rafael Boban.

Za dom spremni! (lit. "Por la patria, ¡listos!") es un saludo militar croata.

## Historia
Este saludo data del siglo xix, cuando fue usado por Josip Jelačić, ban de Croacia. En su forma inicial, era pronunciado originalmente así: "¡Por la Patria!, ¡Listo para morir!" (en croata: Za dom! - Spremni umrijeti!). Este saludo se haría infame durante la Segunda Guerra Mundial debido a su uso dentro del movimiento de los Ustaša, la versión croata del fascismo, quienes lo usaban de forma equivalente junto con el saludo fascista.

### Uso durante la Segunda Guerra Mundial
Durante la Segunda Guerra Mundial fue usado por los Ustaša como su saludo oficial. Durante este tiempo, era usado en varias formas, como por ejemplo "¡Por el Caudillo (en referencia a Pavelić) y la Patria, listo!" (en croata: Za poglavnika i za dom spremni!), y en su forma cuestionativa-afirmativa: ¡¿Por la Patria?! - ¡Listo! - ¡¿Para quién?! - ¡Para el Caudillo! (en croata: Za dom?! - Spremni - Za koga?! - Za poglavnika!).

### Uso durante las guerras yugoslavas
Posteriormente este saludo fue retomado en Croacia y en Bosnia-Herzegovina durante las batallas de la guerra de Croacia, la guerra entre croatas y bosniacos y la guerra de Bosnia. Las Fuerzas Croatas de Defensa (HOS), el componente paramilitar y brazo armado del partido de ultraderecha Partido Croata de los Derechos, lo usaron como su saludo oficial y terminó siendo puesto, inclusive, en su escudo de armas.
Este saludo, a su vez, sería el lema oficial del Partido Croata de los Derechos de Bosnia y Herzegovina, hasta que en abril del 2012 fue sustituido por el saludo Semper fidelis. Incluso tras la guerra, y por su connotación fascista, el saludo ha originado juicios en Croacia, donde cortes locales han desestimado casos al considerar su uso como inocuo.

### Actualidad
El cantante y compositor croata Thompson usó este saludo al principio de su canción de guerra «Batallón Chavoglave» (en croata: Bojna Čavoglave), pero dicho estribillo ha sido reemplazado por la expresión U Boj.
En el año 2011, una corte en Knin desestimó un caso contra un ebanista que vendía artesanías que contenían el saludo Za dom spremni. La defensa argumentó ante la corte que su defendido "no vestía prendas o souvenirs que contuviesen la leyenda que aumentaran el amor a la patria mediante la exposición de frases xenófobas, de carácter racial o religiosa", a pesar de que las continuase vendiendo. Acusado de ser penalmente responsable por el cargo de incitación al odio, la corte sobreseyó el caso. La misma juzgó y sentenció que "la frase Za dom spremni es una vieja expresión croata muy conocida en la historia" como parte de un saludo secreto, pero que su uso no indicaba apego a ideología alguna ni dejaba ver una clara opinión sobre un tema.
El 19 de noviembre de 2013, el futbolista profesional croata Josip Šimunić cantó cuatro veces con la tribuna el coro tras la victoria del seleccionado nacional de Croacia ante Islandia, por la clasificación final al Mundial 2014. Posteriormente, fue suspendido por diez juegos por decisión de la FIFA, y luego por la Federación de Fútbol de Croacia. Esta suspensión le privó de participar en la fase de grupos de dicho mundial. Šimunić reclamó luego que de hecho estaba motivado por el gran amor a su pueblo y a su patria, y que lo hizo sin ánimo de continuar con "una espiral ya detenida de odio y destrucción entre pueblos hermanos".